# 新靈恩運動
新靈恩派，有時也稱為第三波靈恩運動，一般被視為基督新教福音派的一個派別，認為聖靈在當代仍能恩賜信徒，因此新靈恩派背景的教會往往強調「說方言」、「信仰治療」、「屬靈爭戰」:6。一般認為屬於新靈恩派的信徒比五旬節派、（第二波）靈恩派都要多。2002年的數據表明約有19,000個教派或團體、大約 2.95億人屬於新靈恩派。新靈恩派的教會大都是無宗派的，一般不與基督宗教的傳統教派保持聯繫
不少新靈恩派認為世界末日將很快來臨，並且認為他們正在讓自己的教會轉化為「神在地上的國度」（請見「神的國」）。
對新靈恩派的批評主要包括：一些宗教實踐顯得反智（請見「反智主義」）、成功神學氣息太重、有的教會財政上不透明等等。